# 이치조 도미코
이치죠 토미코 (일본어: 一条 富子 いちじょう とみこ[*], 간포 3년 2월 4일 (1743년 2월 27일) - 간세이 7년 11월 30일 (1796년 1월 9일))는 모모조노 천황의 뇨고, 고모모조노 천황 및 후시미노미야 사다모치 친왕의 생모이다. 준삼후, 황태후, 여원이다. 원호는 쿄라이몬인(恭礼門院)이다.

## 개요
아버지는 관백 이치죠 카네요시, 어머니는 에이슈인 (집안 하인)이다. 준모는 아스카이 마사토요 (곤다이나곤)의 딸이다. 이치죠가의 본성은 후지와라씨이므로, 후지와라노 토미코(藤原 富子)라고 기록되기도 한다.
호레키 5년 (1755년) 10월에 종3위에 서위되고, 같은 해 11월에 입내하여, 모모조노 천황의 뇨고가 된다. 호레키 9년 (1759년) 3월에는 준삼궁의 선하를 받는다. 그 해 12월 7일, 모모조노 천황이 승하했으나, 모모조노 천황 사이에서 얻은 1황자 히데히토 친왕이 아직 어렸기 때문에, 왕위는 모모조노 천황의 누나 (고사쿠라마치 천황)에게 한시적으로 물려주게 되었다. 메이와 7년 (1770년)에 히데히토 친왕이 성장하자, 고사쿠라마치 천황의 양위를 받아 즉위, 고모모조노 천황이 되었다. 국모가 된 토미코는 메이와 8년 5월 9일 (1771년)에 황태후에 책봉되었다. 같은 해, 원호가 선하되어 쿄라이몬인(恭礼門院)의 원호를 받는다. 곧바로 락쇼쿠하여, "신여원", 후에 "여원"이라 칭하였다.
그 후, 안에이 8년 10월 29일 (1779년 12월 6일), 고모모조노 천황이 승하하였고, 이어 덴메이 3년 10월 12일 (1783년 11월 6일)에 그의 비인 코노에 코레코 (세이카몬인)가 승하하자, 두 사람의 외동딸인 요시코 내친왕을 양육했다. 요시코 내친왕가 고카쿠 천황에게 입내하여 중궁에 책립되는 것을 지켜본 후, 간세이 7년 (1795년)에 53세의 나이로 사망하였다.

## 뇨인고쇼
교토 고쇼 남서쪽에 있던 쿄레이몬인의 뇨인고쇼는 후에 카야노미야케 저택으로 이용되었으나, 현재는 교토 고쇼 내의 카야노미야 터에서 쇼코쿠지로 이축되었다.